# NBSイブニング630
『NBSイブニング630』（エヌビーエスイブニングろくさんまる）は、1982年4月5日から1984年9月28日まで長野放送で放送されていた平日夕方のローカルワイドニュース番組である。

## 概要
同番組は、1978年10月の『FNNニュースレポート6:00&6:30（6:30は関東ローカルパート前半部のみ）』の開始に伴って、それまで5分枠しかなかった『夕方のNBSニュース』の枠を15分に拡大したものが前身であり、それをさらにワイド化（『ニュースレポート6:30』のネットは打ち切り）するにあたり『イブニング630』のタイトルを制定して新番組としてリニューアルスタートした。放送時間は最初は18:30から18:55までの25分間だが、後に天気予報を内包して18:30から19:00までの30分番組になった。
1984年10月1日に全国ニュースが『FNNスーパータイム』に変更されたのを機に、全国ニュースを内包した『NBSイブニング6:00』（正式なタイトルは『FNN NBSイブニング6:00』）と改題する。
番組のオープニングとエンディングは当時としては珍しいCGを使ったもので、『NBSニュース FNN』のタイトルにも一部手直しした上で流用され、番組の終了後にも『NBSニュース FNN』のタイトルに使われ続けた。